# 高槻花しょうぶ園
高槻花しょうぶ園（たかつきはなしょうぶえん）は、大阪府高槻市田能広法谷で、水ばしょう・しゃくなげ・花しょうぶなど、季節の植物を鑑賞できたレジャー施設。高槻花しょうぶ園組合が運営していた。2008年7月閉園。

## 概要
敷地は約4.5ヘクタールの広さを持ち、しょうぶ園の他にも、水ばしょう園、しゃくなげ園、あじさい園、洋ランの館に飲食施設と藤棚や庭園があった。
高槻花しょうぶ園は、3月下旬ごろから水ばしょう園が開園し、4月中旬からはしゃくなげ園、6月上旬から花しょうぶ園、7月上旬からはあじさい園といったように開園する園が異なり、鑑賞できる植物も変化した。洋ランの館は年間を通して鑑賞できた。

## 施設概要
所在地
〒569-1002　高槻市大字田能小字広法谷1-1
閉園時期
2008年7月閉園

### 水ばしょう園
3月下旬ごろから4月下旬ごろまで開園していた。
敷地は30アールほどの広さで、園内に5000本の水ばしょうが植栽されていた。座禅草、水仙といった花も栽培されていた。

### しゃくなげ園
4月下旬ごろから5月下旬ごろまで開園していた。
敷地は23アールほどの広さで、園内には170種6000本のしゃくなげが植栽されていた。他にもエビネランや八重桜、ミツバツツジやコブシ、ヒマラヤ産の青いケシも栽培されていた。

### 花しょうぶ園
6月上旬ごろから7月上旬ごろまで開園していた。
敷地は2ヘクタールほどの広さで、園内には約500種、100万本の花しょうぶが植栽されていた。その他カキツバタ、あじさいなども栽培されていた。
開園期間中にはホタル鑑賞といったイベントが開催されていた。

## 交通アクセス
自動車
- 大阪方面より国道171号線サンスター高槻工場の信号を左折、府道6号枚方亀岡線を北進15km。
- 京都方面より国道9号線(亀岡)下矢田口信号を左折し、府道6号線を7km。